# 14146 Hughmaclean
14146 Hughmaclean (1998 SP42) là một tiểu hành tinh vành đai chính được phát hiện ngày 28 tháng 9 năm 1998 bởi Spacewatch ở Kitt Peak.